# Libro corale Caius
Il libro corale Caius è un manoscritto miniato di musica sacra, dei primi anni del XVI secolo, contenente canti composti da musicisti operanti nel periodo dei Tudor.

## Storia
Il libro sembra sia stato realizzato ad Arundel nel Sussex probabilmente nei tardi anni 1520; l'allora rettore dell'Arundel College, Edward Higgons, sembra lo abbia donato alla Cappella collegiata di Saint Stephen's a Westminster, dove era canonico, agli inizi del 1518. Oggi è custodito al Gonville and Caius College di Cambridge dal quale ha preso il nome.
Fra i maggiori contributori del libro vi sono Robert Fayrfax e Nicholas Ludford con undici dei quindici pezzi contenuti nel libro. Musiche di compositori precedenti come Edmund Stourton e Walter Lambe si trovano nel Libro corale Lambeth e nel Libro corale di Eton. Gli altri compositori inseriti nel libro sono William Cornysh, Edmond Turges e Henry Prentes. Il libro contiene anche una messa di William Pasche, basata su Christus resurgens, un'antifona processionale per la Pasqua.